# プロピオンアルデヒド
プロピオンアルデヒド (propionaldehyde) とは、脂肪族アルデヒドに分類される有機化合物のひとつ。IUPAC命名法ではプロパナール (propanal) と表される。消防法に定める第4類危険物 第1石油類に該当する。

## 製造
オキソ法（ヒドロホルミル化）によって、金属触媒の存在下でエチレンガスに合成ガス（一酸化炭素と水素の混合ガス）とを作用させることで得られる。
{\displaystyle {\ce {CO\ + H2\ + C2H4 -> CH3CH2CHO}}}
1-プロパノールの脱水素による合成法も知られる。硫酸酸性条件下に二クロム酸カリウムで1-プロパノールを酸化すると得られる。

## 性質
室温では無色の液体。融点 -81 ℃、沸点 48 ℃。甘酸っぱさの中に焦げたような臭気を有し、刺激性が強い。日本の悪臭防止法では、特定悪臭物質に指定されている。
引火性が高く、重合して過酸化物を作ることがある。ホルミル基の還元力のため、銀鏡反応を起こす。

## 用途
主にメタノールとの縮合によってトリメチロールエタン (H3C(CH2OH)3) の製造に用いられる。トリメチロールエタンはアルキド樹脂の原料となる。
tert-ブチルアミンとの縮合によりイミン {\displaystyle {\ce {CH3CH2CH=N{}-}}}t{\displaystyle {\ce {-Bu}}} を与える。この化合物は3炭素の構成要素として、リチウムジイソプロピルアミド (LDA) でリチオ化したあとアルデヒドと縮合させるなど、有機合成で用いられる。